# Maior novelo de barbante do mundo

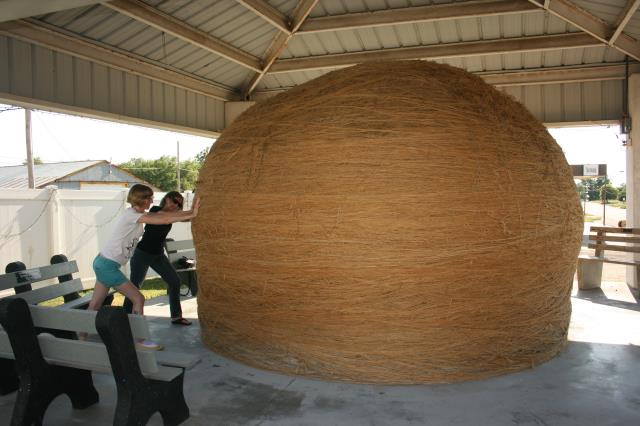
Maior bola de barbante enrolada pela comunidade, localizada em Cawker City, Kansas (2013)

Há várias reivindicações para o recorde de maior bola de barbante do mundo, todas nos Estados Unidos. Desde 2014, a bola de barbante com a maior circunferência está localizada em Cawker City, Kansas, com 2,46 m (8,06 pés) de diâmetro e 3,30 m (10,83 pés) de altura.

## Maior bola de fio de sisal construída por uma comunidade
Em Cawker City, Kansas, Frank Stoeber criou uma bola que tinha 490.000 m (1,6 milhão de pés) de fio e 3,4 m (11 pés) de diâmetro quando ele morreu em 1974. Cawker City construiu um gazebo ao ar livre sobre a bola de Stoeber, onde todo mês de agosto é realizado um "Twine-a-thon" e mais barbante é adicionado à bola. Em 2006, a bola de barbante havia atingido 8.111 kg (17.886 libras, 8,9 toneladas americanas), uma circunferência de 12 m (40 pés) e um comprimento de 2.377,978 km (7.801.766 pés; 1.477,6072 mi). Em 2013, seu peso foi estimado em 19.973 libras. Em agosto de 2014, a bola mede 41,42 pés (12,62 m) de circunferência, 2,46 m (8,06 pés) de diâmetro e 3,30 m (10,83 pés) de altura, e ainda está crescendo.

## Maior bola de barbante de sisal construída por uma única pessoa

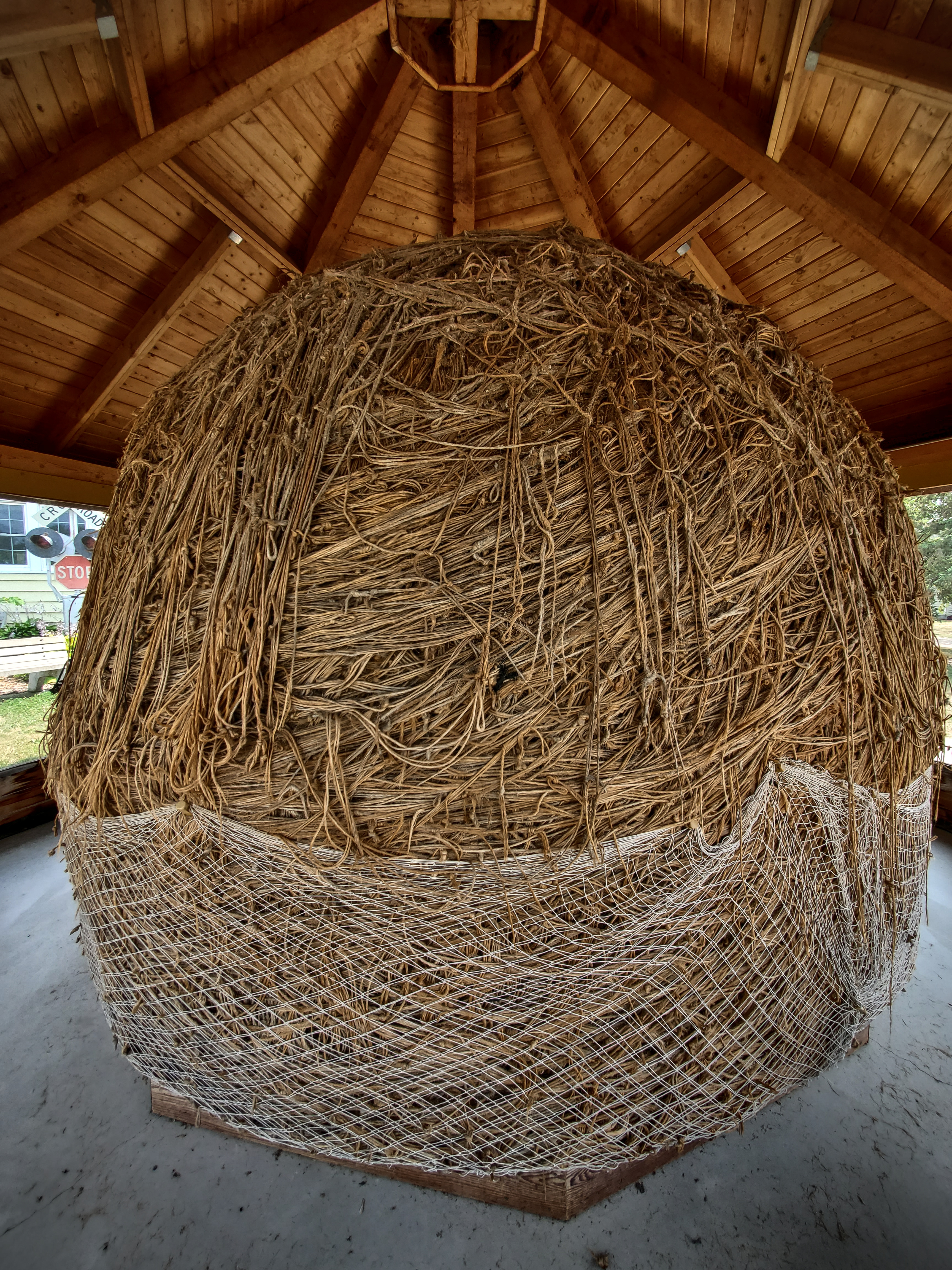
Bola de barbante em Darwin, Minnesota (2021)

Darwin, Minnesota, é o lar de uma bola de fio de enfardadeira enrolada por Francis A. Johnson. Ela tem 3,7 m (12 pés) de diâmetro e pesa 7.900 kg  (17.400 libras; 8,7 toneladas curtas). Johnson começou a enrolar o fio em março de 1950 e o enrolou quatro horas por dia durante 29 anos. Atualmente, ele está alojado em um gazebo fechado em frente ao parque da cidade na Main Street (45.096332°N 94.410276°W) para evitar que o público o toque. A cidade comemora o "Twine Ball Day" no segundo sábado de agosto de cada ano. Um museu e uma loja de presentes adjacentes, administrados por voluntários e de visitação gratuita, oferecem informações sobre a história da bola, além de vender uma variedade de lembranças. Ela foi a detentora de longa data do título de "maior bola de barbante" no Guinness Book of World Records, detendo o título desde sua conclusão em 1979 até 1994, e foi mencionada por "Weird Al" Yankovic em sua música de 1989 "The Biggest Ball of Twine in Minnesota".

## A bola de barbante mais pesada

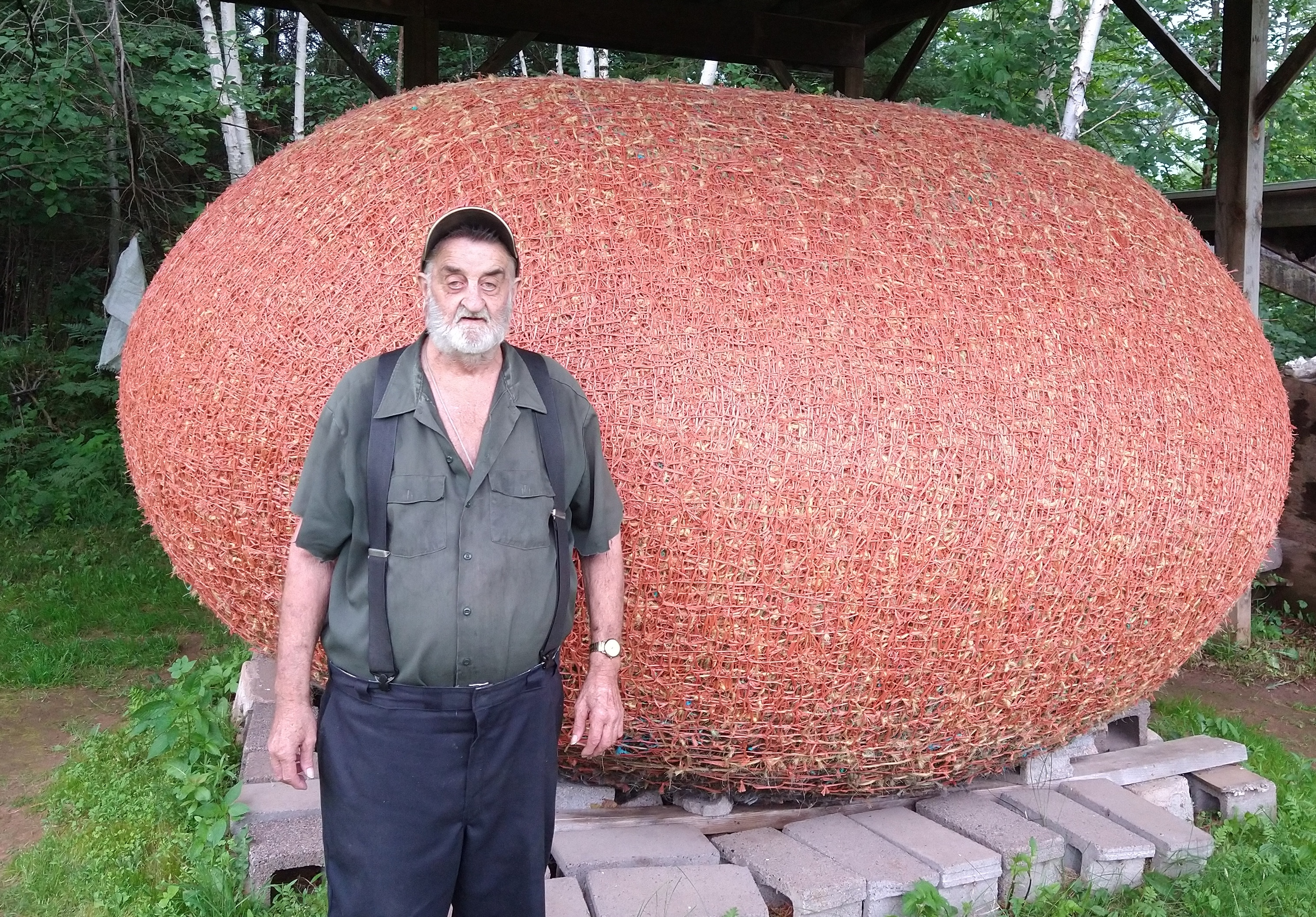
Bola de barbante em Lake Nebagamon, Wisconsin (2022) com o criador James Frank Kotera.

Em Lake Nebagamon, Wisconsin, James Frank Kotera criou a bola de barbante mais pesada já construída. Kotera, conhecido por suas iniciais "JFK", começou a trabalhar na bola em 1979 e continuou até sua morte em janeiro de 2023. O peso da bola, 10.960 kg (24.160 libras), foi estimado medindo-se o peso de cada saco de barbante. A bola está alojada em um recinto ao ar livre no gramado de Kotera; desde a morte de Kotera, a cidade arrecadou fundos para transferi-la para a prefeitura. A bola tem um companheiro menor, "Junior", que é feito de barbante.

## Maior bola de fio de náilon
Em Branson, Missouri, uma bola de fio de náilon construída por J. C. Payne de Valley View, Texas, está em exibição no museu Ripley's Believe It or Not!. A bola, que mede 12,6 m (41,5 pés) de circunferência, foi certificada como a maior bola de barbante do mundo pelo Guinness Book of World Records em 1993. No entanto, ela é a mais leve das quatro concorrentes, pesando aproximadamente 5443 kg (12.000 libras).

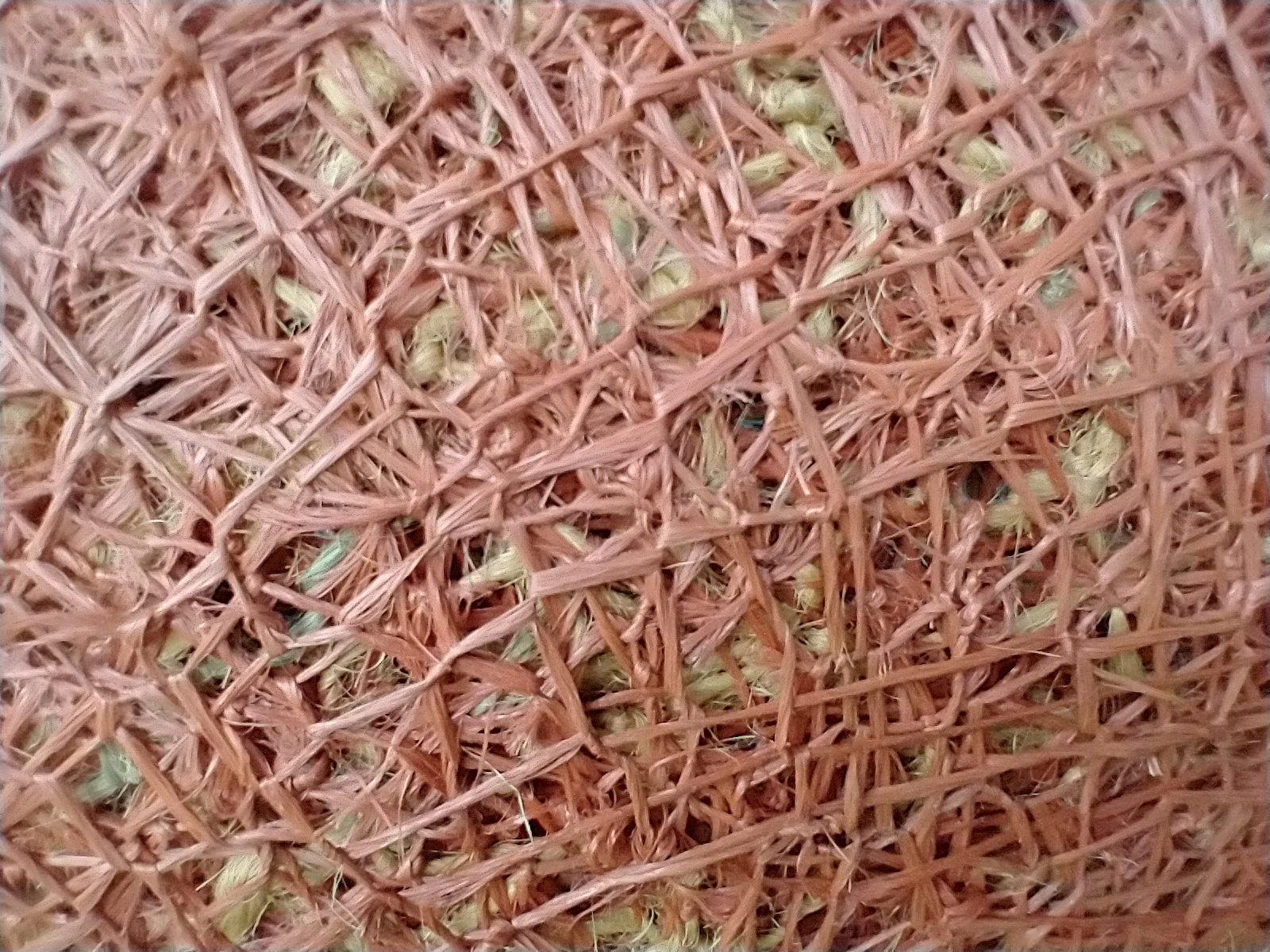
Close-up da bola de Lake Nebagamon, Wisconsin, em 2022